# Bernard White Racing
Bernard White Racing var ett brittiskt privat formel 1-stall som deltog i ett par lopp i slutet av 1960-talet.

## F1-säsonger
| Säsong | Tävlingsnamn         | Bil              | Motor       | Däck | Poäng | VM-plac. | Förare        |
| ------ | -------------------- | ---------------- | ----------- | ---- | ----- | -------- | ------------- |
| 1966   | Bernard White Racing | BRM P261         | BRM 2.0 V8  | -    | 0     | (4:a)    | Innes Ireland |
| 1967   | Bernard White Racing | BRM P261         | BRM 2.0 V8  | -    | 0     | (6:a)    | David Hobbs   |
| 1968   | Bernard White Racing | BRM P261 Special | BRM 3.0 V12 | -    | 0     | (5:a)    | Frank Gardner |